# Rhabdias
 Rhabdias  ist eine Gattung der Fadenwürmer. Die Vertreter sind nur wenige Millimeter groß und zeigen einen Generationswechsel. Dabei treten zweigeschlechtliche freilebende und parasitische Formen mit Jungfernzeugung auf. Die freilebenden Formen besitzen einen stabförmigen (rhabditiformen) Ösophagus, die parasitisch lebenden einen zylindrischen. Männchen haben ein Begattungsorgan mit zwei Spikula und einem Gubernakulum. Die Weibchen besitzen zwei Eierstöcke. Die Vertreter der Gattung sind Parasiten der Lunge und des Darms. Sie kommen bei allen Wirbeltierklassen mit Ausnahme der Fische vor.

## Arten
Die Gattung enthält folgende Arten:
- Rhabdias aegyptiaca
- Rhabdias africanus
- Rhabdias alabialis
- Rhabdias ambystomae
- Rhabdias americanus
- Rhabdias androgyna
- Rhabdias australensis
- Rhabdias bakeri
- Rhabdias bdellophis
- Rhabdias bermani
- Rhabdias bicornis
- Rhabdias blommersiae
- Rhabdias brachylaimus
- Rhabdias breviensis
- Rhabdias bufonis
- Rhabdias bulbicauda
- Rhabdias collaris
- Rhabdias dehradunensis
- Rhabdias delangei
- Rhabdias dossei
- Rhabdias elaphe
- Rhabdias elegans
- Rhabdias engelbrechti
- Rhabdias escheri
- Rhabdias esculentarum
- Rhabdias filicaudalis
- Rhabdias fuelleborni
- Rhabdias fuscovenosa
- Rhabdias galactonoti
- Rhabdias garhwalensis
- Rhabdias glaurungi
- Rhabdias globocephala
- Rhabdias hermafrodita
- Rhabdias hermaphrodita
- Rhabdias himalayanus
- Rhabdias hylae
- Rhabdias incerta
- Rhabdias japalurae
- Rhabdias joaquinensis
- Rhabdias kafunata
- Rhabdias kiri
- Rhabdias kongmongthaensis
- Rhabdias kuzmini
- Rhabdias lamothei
- Rhabdias madagascariensis
- Rhabdias manantlanensis
- Rhabdias mariauxi
- Rhabdias montana
- Rhabdias mucronata
- Rhabdias multiproles
- Rhabdias nigrovenosum
- Rhabdias nipponica
- Rhabdias odilebaini
- Rhabdias ohlerae
- Rhabdias okuensis
- Rhabdias paraensis
- Rhabdias peninsularis
- Rhabdias picardiae
- Rhabdias pocoto
- Rhabdias polypedates
- Rhabdias pseudospherocephala
- Rhabdias rane
- Rhabdias rhacophori
- Rhabdias rhampholeonis
- Rhabdias rotundata
- Rhabdias rubrovenosa
- Rhabdias savagei
- Rhabdias shortii
- Rhabdias sphaerocephala
- Rhabdias stenocephala
- Rhabdias stomatica
- Rhabdias sylvestris
- Rhabdias tanyai
- Rhabdias tarichae
- Rhabdias thapari
- Rhabdias tobagoensis
- Rhabdias tokyoensis
- Rhabdias truncata
- Rhabdias vencesi
- Rhabdias waiapi